# Ben S'Rour (distrito)
Ben S'Rour é um distrito localizado na província de M'Sila, Argélia, e cuja capital é a cidade de Ben Srour. O distrito é composto por quatro comunas.[carece de fontes?]